# International Federation of Muaythai Amateur
La International Federation of Muaythai Amateur (IFMA) è la federazione sportiva internazionale, membro di SportAccord e CIO, che governa lo sport della Muay Thai.

## Gli SportAccord Combat Games
La Muay Thai è una delle 13 discipline ufficiali degli SportAccord Combat Games.